# Mott (Dakota del Norte)
Mott es una ciudad ubicada en el condado de Hettinger en el estado estadounidense de Dakota del Norte. En el censo de 2010 tenía una población de 721 habitantes y una densidad poblacional de 310,69 personas por km².

## Geografía
Mott se encuentra ubicada en las coordenadas 46°22′27″N 102°19′11″O / 46.37417, -102.31972. Según la Oficina del Censo de los Estados Unidos, Mott tiene una superficie total de 2.32 km², de la cual 2.32 km² corresponden a tierra firme y (0%) 0 km² es agua.

## Demografía
Según el censo de 2010, había 721 personas residiendo en Mott. La densidad de población era de 310,69 hab./km². De los 721 habitantes, Mott estaba compuesto por el 97.92% blancos, el 0% eran afroamericanos, el 0.42% eran amerindios, el 0% eran asiáticos, el 0% eran isleños del Pacífico, el 0% eran de otras razas y el 1.66% pertenecían a dos o más razas. Del total de la población el 0% eran hispanos o latinos de cualquier raza.